# Frank Auerbach
Pour les articles homonymes, voir Auerbach.
Frank Auerbach, né le 29 avril 1931 à Berlin et mort le 11 novembre 2024 à Londres, est un peintre allemand naturalisé britannique. 
Son travail est constitué essentiellement de portraits de femmes, de groupes et de paysages urbains autour de son atelier londonien situé à Camden Town. Il appartient  au groupe de peintres dit de « l'École de Londres », avec Francis Bacon, Lucian Freud, Leon Kossoff et Michael Andrews.

## Biographie
Né dans une famille juive de Berlin en 1931, Frank Auerbach est envoyé en Angleterre par ses parents pour échapper à la Shoah par laquelle ses parents périront. Il quitte l’Allemagne le 7 avril 1939, un mois avant son 8e anniversaire.
Il est accueilli à Bunce Court, une école primaire pour réfugiés près de Faversham dans le Kent où il est protégé par l’écrivain Iris M. Origo. Il ne reverra jamais ses parents ; son père Max Auerbach est avocat et sa mère Charlotte Nora Burchardt a étudié l’Art.
On le remarque alors pour ses dons artistiques dans un style expressionniste et pour ses qualités d’acteur. Il devient citoyen britannique en 1947, étudie l’art à la St Martin’s School of Art à Londres et plus tard au Royal College of Art où il côtoie Bridget Riley. Il est profondément influencé par l’attitude de David Bomberg dont il suit les cours à la Borough Polytechnic qui l’encourage à prendre modèle sur Cézanne. Il encourage alors Leon Kossoff, son camarade de la St Martin’s, à suivre les cours de Bomberg. En 1954, il reprend l’atelier de Leon Kossoff à Camden Town où il travaille jusqu’à sa mort.
À 17 ans, pendant qu’il joue dans la pièce de théâtre de Peter Ustinov House of Regrets, il rencontre Estella Olive West dite « Stella », qui deviendra un de ses modèles préférés et avec qui il vivra une relation passionnée l'appelant même régulièrement jusqu'à son décès. Veuve du Docteur Michael Walter West de 18 ans son ainée, et fille du philosophe Oswald Stewart Wauchope, elle figure dans de nombreux tableaux parfois même avec ses trois enfants : Sarah, Julia et Michael West. C’est avec elle qu’il établira sa manière caractéristique de travailler par repentirs successifs et lourds empâtements. Les peintures de Stella étaient présentées en 1955 pour l’exposition de fin d’étude. C’est à cette occasion que Helen Lessore de la Beaux Arts Gallery les découvrira. Elle lui organisera cinq expositions personnelles entre 1956 et 1963. David Sylvester critique du The Listener  écrivait alors : « c’est l’exposition personnelle la plus excitante et la plus impressionnante depuis celle de Francis Bacon en 1949 ». Il rencontre alors Francis Bacon et Lucian Freud qui feront son portrait. Cependant face au succès il a du mal à peindre, en 2 ans il ne fait plus alors que 10 dessins et aucune peinture.
En 2001, un article paru dans The Guardian cite le peintre : « J’ai eu l’impression que ce qui était privé était devenu public (…) j’avais un uniforme, le type qui avait fait ces grosses peinture aux couleurs de terre ». En 1958, il épouse Julia Wolstenholme, avec laquelle il a un fils.
Une rétrospective de son œuvre est organisée en 1978 à la Hayward Gallery à Londres et en 1986 à la Biennale de Venise.

## L’œuvre
Frank Auerbach est un peintre figuratif dont les sujets sont ses amis intimes avec lesquels il entretient des relations passionnées, principalement sa femme Julia, le modèle professionnel Juliet Yardley Mills (J.Y.M) et « Stella » (E.O.W). Les titres des tableaux portent souvent le nom du modèle en initiales. Il peint aussi de nombreux paysages londoniens, ainsi, les sujets récurrents sont dans le quartier de Camden Mornigton Crescent, l’usine de cigarettes Art Déco Carreras, le Camden Palace Dance Club, et la petite colline voisine de Primrose Hill.
Il ne prépare pas les peintures ni ne réalise de croquis préparatoire pour les portraits, les modèles doivent tenir la même pose séance après séance. Au contraire pour les paysages, il fait de nombreux croquis sur le motif qu’il rapporte à l’atelier — jusqu’à 200 croquis pour une même toile. L’œuvre d’Auerbach est de nature expressionniste. Les peintures sont faites de lourds empâtements, si lourds que certains tableaux étaient présentés à plat lors de son exposition à la Beaux Arts Gallery de peur que la peinture ne tombe de son propre poids si le tableau était attaché verticalement à la cimaise.
La technique de l’empâtement excessif et le travail en épaisseur a continué sur la période suivante[Laquelle ?] pour diminuer ensuite. Il en résulte une impression de bas-relief. Il arrive ainsi que dans les tableaux de paysages urbains les lignes soient définies non pas par leur couleur mais par l’empreinte du couteau de peintre dans la matière picturale. On trouve le même système de composition dans ses dessins, où ses croquis sont faits sur des blocs de feuilles couvertes d’encre de Chine qui a traversé de part en part et sur certaines parties la feuille de papier est abrasée par les effacements successifs.
Au début de sa carrière Auerbach utilise des couleurs économiques, couleur terre ; par la suite apparaitront le bleu outremer et le rouge de cadmium.
Le catalogue de sa rétrospective à la Royal Academy en 2001 précise : « L’effort physique nécessaire pour produire cette œuvre gigantesque est prodigieux. La peinture est la dernière version de la composition, elle repose sur les versions remaniées des précédentes pendant 5 ou 6 heures d’intense activité… » et d’ajouter à propos de Primrose Hill : « regarder une peinture d’Auerbach est une expérience énergique… des roses vibrants travaillés furieusement alternent avec des zigzags rouge et vert, tandis qu’un ciel marbré offre un instant de tranquillité… ».
Exposé avec rareté, la peinture de Frank Auerbach a un succès considérable, loin du tapage médiatique. La première rétrospective majeure des l’œuvre d’Auerbach était présentée en 1978 par the Arts Council of Great Britain à la Hayward Gallery de Londres, et à la Fruitmarket Gallery d'Édimbourg. En 1986, il partage le Lion d’or de la Biennale de Venise avec Sigmar Polke. En 1995, il présente une série de peintures faites d’après les peintures de la National Gallery de Londres. En 2001, une importante rétrospective a lieu à la Royal Academy organisée par Catherine Lampert.
On peut voir de nombreuses œuvres à la Tate Gallery.
En plus : Head of E.O.W. II - 1961

## Citations
« Mais il m'arrive aussi d'envoyer des tableaux à la galerie ; ils y sont photographiés, on me les renvoie, et là je les efface. Ça vient avec la force d'une révélation, qui vous met tellement mal à l'aise qu'il faut immédiatement s'y réattaquer. »
in cat L'École de Londres p. 133.
« Je trouve que ça été fantastique, mais vraiment fantastique à l'époque, parce que les gens qui faisaient des tableaux figuratifs étaient vraiment ceux qui en ressentaient vraiment le besoin. Ça n'était plus à la mode, et c'était très bien comme ça, et je crois que ce qui a été aussi favorable, c'est que les peintres, qui avaient cessé de croire en la peinture se mettent à faire des installations et à placer de petits cartels dactylographiés sur les murs, parce que cela voulait dire que seuls ceux qui tenaient vraiment à peindre continuaient (...). »
in cat L'École de Londres p. 133.
« Le but de la peinture est : CAPTER POUR L'ART UNE EXPERIENCE À FLEUR DE PEAU. »
in cat F.A retrospectiva Centro de Arte Reina Sofia 1987 p. 15

## Marché de l'art
- Primrose Hill, Summer, 1968, (huile sur carton, 122 × 122 cm) a été adjugé 2 322 500 £ le 30 juin 2014 par Sotheby's à Londres[2].